# Javier Murguialday Chasco
Javier Murguialday Chasco (Agurain, 4 de febrer de 1962) és un ciclista basc, ja retirat, que fou professional entre 1986 i 1994. En el seu palmarès destaca una victòria d'etapa al Tour de França de 1992.
El 2017 exercí com a director esportiu de l'equip Bolivia Ciclismo.

## Palmarès
- 1985
  - 1r al Memorial Valenciaga
- 1989
  - Vencedor d'una etapa de la Vuelta a los Valles Mineros
- 1992
  - 1r a la Challenge de Mallorca
  - Vencedor d'una etapa al Tour de França

### Resultats al Tour de França
- 1987. Abandona (7a etapa)
- 1988. 114è de la classificació general
- 1989. 48è de la classificació general
- 1991. 22è de la classificació general
- 1992. 26è de la classificació general. Vencedor d'una etapa
- 1993. 16è de la classificació general

### Resultats a la Volta a Espanya
- 1989. 22è de la classificació general
- 1990. 27è de la classificació general
- 1991. Abandona
- 1992. 31è de la classificació general
- 1993. 95è de la classificació general
- 1994. 48è de la classificació general